# Pseudosmittia forcipata
Pseudosmittia forcipata är en tvåvingeart som först beskrevs av Maurice Emile Marie Goetghebuer 1921.  Pseudosmittia forcipata ingår i släktet Pseudosmittia och familjen fjädermyggor. Arten är reproducerande i Sverige. Inga underarter finns listade i Catalogue of Life.